# Sedalia (Caroline du Nord)
La ville de Sedalia est située dans le comté de Guilford, dans l’État de Caroline du Nord, aux États-Unis. Sa population s’élevait à 623 habitants lors du recensement de 2010, estimée à 664 habitants en 2016.

## Démographie
| 2000 | 2010 | - | - | - | - |
| ---- | ---- | - | - | - | - |
| 618  | 623  | - | - | - | - |

## Personnalités
- Carol Brice (1918-1985), contralto américaine, est née à Sedalia.